# Lichteneggkapelle (Sankt Stefan im Rosental)

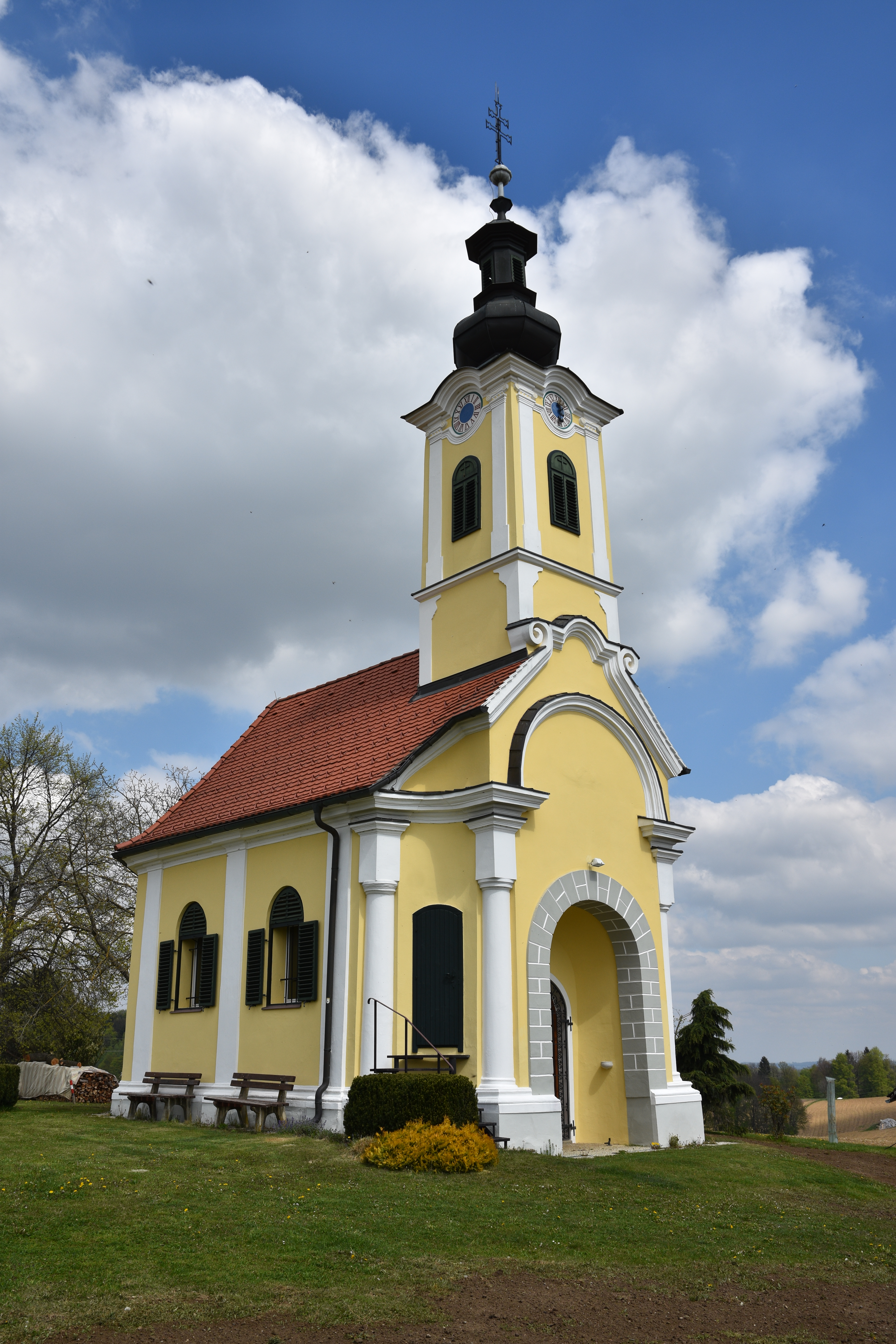
Lichteneggkapelle

Die Lichteneggkapelle zur „Weinenden Mutter“ ist eine Messkapelle in der Pfarre und Gemeinde Sankt Stefan im Rosental im politischen Bezirk Südoststeiermark.

## Lage
Die Kapelle steht auf einem Höhenrücken (459 m) oberhalb des Ottersbachtales im Ortsteil Lichtenegg, dem Heimatsort des ehemaligen Salzburger Erzbischofs Alois Kothgasser (1937–2024).

## Geschichte und Gestaltung

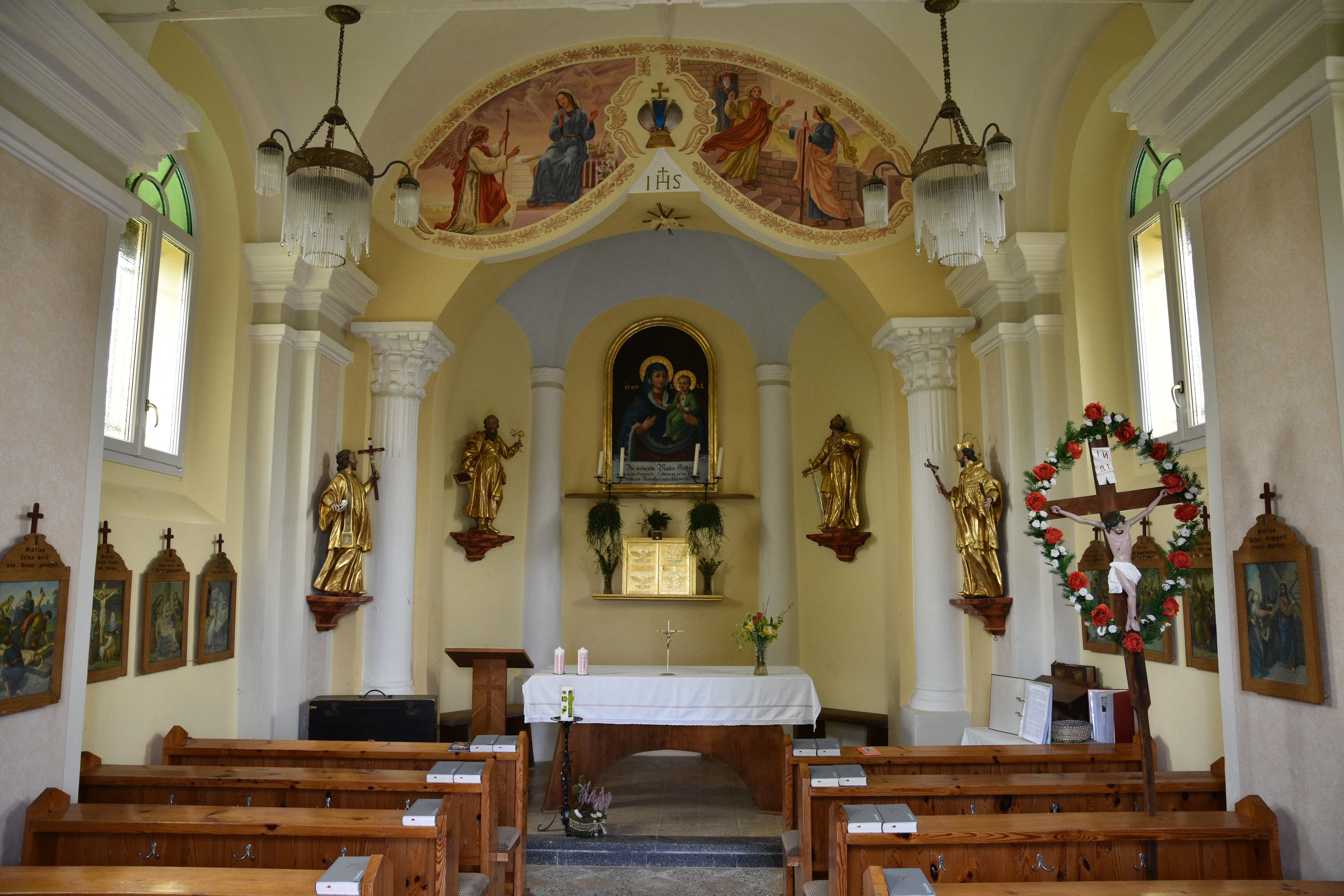
Innenansicht

Die Entstehung der Kapelle geht auf eine Legende zurück: Einst soll ein Kaufmann von Räubern erschlagen und auf der Anhöhe verscharrt worden sein, wovon die Ortsbezeichnung „Toter Mann“ zeugt. Seiner Frau, untröstlich über den Verlust, sei die weinende Gottesmutter Maria erschienen und diese soll sie getröstet haben. Um 1770 wurde an der Stelle ein Nischenkreuz errichtet und nach der 1787 erfolgten Inkorporation Lichteneggs in die Pfarre Sankt Stefan wurde 1845 der Grundstein für die Kapelle gelegt.
Der zwei-jochige Sakralbau wurde 1846 im Stil des Spätbarocks von Andreas Luttenberger errichtet und 1850 der „Weinenden Mutter“ geweiht, wobei die Grundherrschaft „Komende am Lend“ die erste Glocke stiftete. Später wurden drei weitere Glocken hinzugefügt, wovon im Ersten Weltkrieg zwei abgegeben werden mussten. Es folgten 1919 und 1935 Renovierungsmaßnahmen, bis 1942 das „Zügenglöcklein“ zu Kriegszwecken abgeliefert werden musste.
Zum 100-jährigen Bestehen erfolgte 1946 eine Außenrenovierung. Gegenwärtig befinden sich drei Glocken im gegliederten Kapellenturm. 1970 wurden im Rahmen einer umfangreichen Innenrenovierung Volksaltar, Ambo und Tabernakel errichtet sowie Boden und Fenster renoviert. Bis zur letzten Innenrenovierung 2008 fanden einige Maßnahmen zur Konservierung statt, um die vier barocken Figuren, das Marienbild, die Fresken und den Kreuzweg zu erhalten.